# Temporada de furacões no oceano Atlântico de 1961
A temporada de furacões no Atlântico de 1961 foi uma temporada de furacões no Atlântico extremamente ativa, com um total de energia ciclônica acumulada (ECA) de 189. A temporada, no entanto, foi apenas moderadamente acima da média em termos de tempestades nomeadas. A temporada apresentou oito furacões e um número bem acima da média de cinco grandes furacões. Anteriormente, pensava-se que a temporada teve um recorde de sete grandes furacões, antes que o projeto de reanálise do furacão no Atlântico reduzisse a classificação de duas tempestades em 2019. Dois furacões de categoria 5 foram vistos em 1961, tornando-o uma das apenas sete temporadas de furacões no Atlântico a apresentar vários furacões de categoria 5 em uma temporada. A temporada começou em 15 de junho e terminou em 15 de novembro. Essas datas delimitam convencionalmente o período de cada ano em que a maioria dos ciclones tropicais se forma na bacia do Atlântico. O primeiro sistema, o furacão Anna, se desenvolveu no leste do Mar do Caribe perto das ilhas de Barlavento em 20 de julho. Ele trouxe pequenos danos às ilhas, bem como impactos de vento e inundações na América Central, após atingir Belize como um furacão. Anna causou uma morte e cerca de US$ 300.000 (1961 USD ) em danos. A atividade ficou inativa por quase um mês e meio, até que o furacão Betsy surgiu em 2 de setembro Betsy atingiu o pico como furacão categoria 4, mas permaneceu no mar e não causou impacto.
Uma das tempestades mais significativas da temporada foi o furacão Carla, que atingiu o pico como um furacão de categoria 4, antes de enfraquecer ligeiramente e atingir o Texas. Carla causou 43 mortes e aproximadamente $ 325,74 milhões em danos. O furacão Debbie era uma categoria 1 tempestade que existiu no leste do Oceano Atlântico. No início de sua duração, o tempo instável de Debbie em Cabo Verde resultou em um acidente de avião que matou 60 pessoas. Os remanescentes extratropicais de Debbie então varreram a Irlanda, causando graves danos nas Ilhas Britânicas. A próxima tempestade, o furacão Esther, ameaçou atingir a Nova Inglaterra como um grande furacão, mas enfraqueceu rapidamente e atingiu o continente em Massachusetts como apenas uma tempestade tropical. O impacto foi geralmente mínimo, com cerca de US$ 6 milhões em danos e sete mortes, todas devido a um acidente de avião da Marinha dos Estados Unidos. Uma tempestade tropical sem nome e o furacão Frances causaram impacto mínimo na terra. Em meados de outubro, a tempestade tropical Gerda trouxe inundações para a Jamaica e o leste de Cuba, resultando em doze mortes.
Outra tempestade significativa foi o furacão Hattie, uma categoria de final de temporada 5 furacão que atingiu Belize. Hattie causou 319 fatalidades confirmadas e cerca de US$ 60,3 milhões em danos. A destruição foi tão severa em Belize que o governo teve que se mudar para uma nova cidade, Belmopan. No início de novembro, a depressão que mais tarde se tornaria o furacão Jenny trouxe chuvas leves para Porto Rico. A tempestade final, a tempestade tropical Inga, dissipou-se em 8 de novembro, depois de não causar impacto no solo. Em 11 de setembro, três furacões existiram simultaneamente - Betsy, Carla e Debbie - a maioria em um único dia na bacia do Atlântico desde 1893 e até 1998. Coletivamente, as tempestades de 1961 A temporada de furacões no Atlântico causou cerca de $ 392,34 milhões em danos e pelo menos 437 fatalidades.

## Resumo da temporada

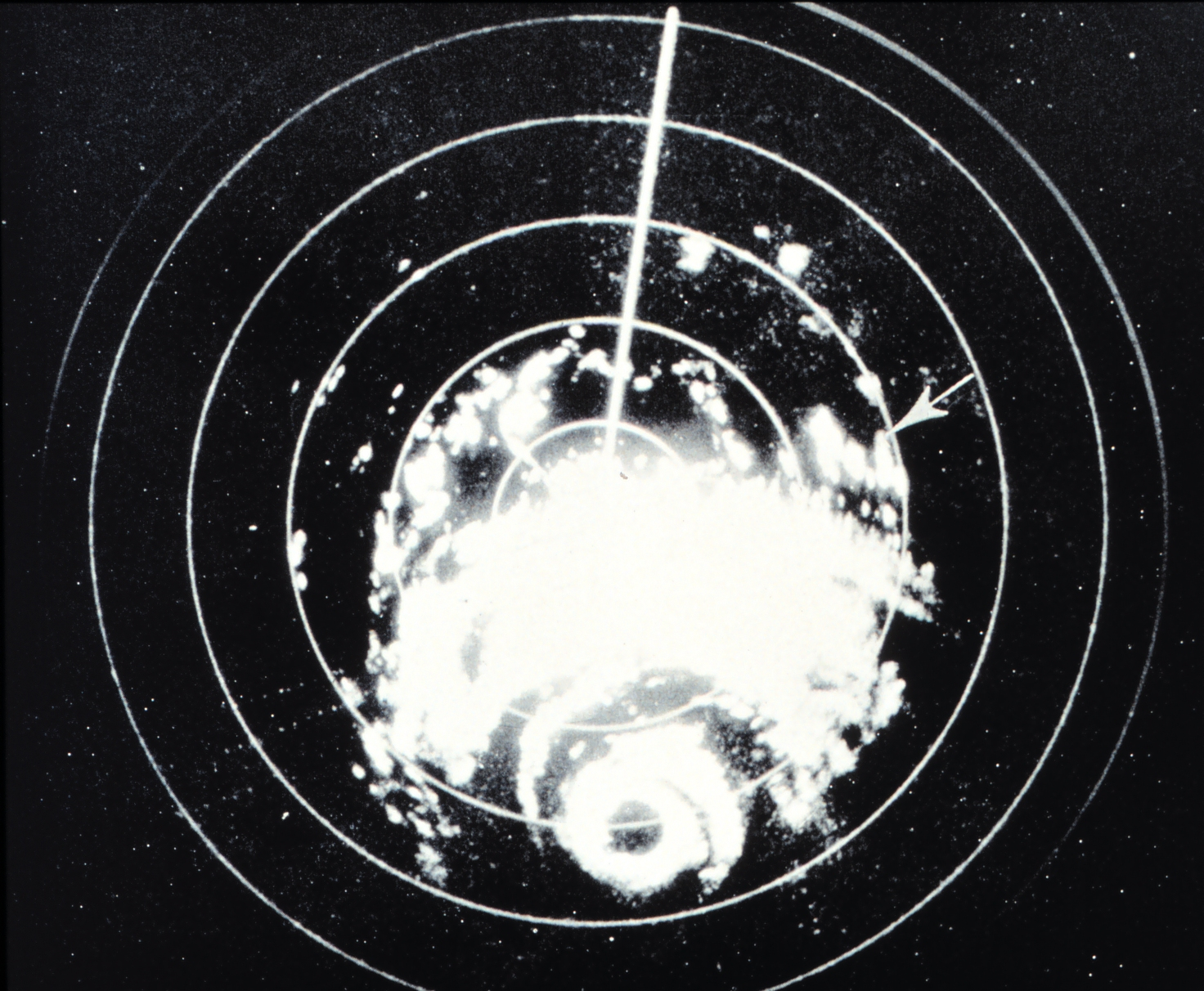
Imagem de radar do furacão Carla da WSR-57 em Galveston, Texas

A temporada de furacões no Atlântico começou oficialmente em 15 de junho. Foi uma temporada acima da média, na qual doze tempestades tropicais se formaram; isto foi acima de 1950-2000 média de 9,6 tempestades nomeadas. Oito deles alcançaram o status de furacão, também acima de 1950-2000 média de 5,9. Além disso, cinco tempestades atingiram o status de grande furacão. Originalmente, acreditava-se que a temporada teve sete grandes furacões, embora análises posteriores resultaram no rebaixamento de duas tempestades. Dos cinco maiores furacões, dois se tornaram furacão categoria 5. Quatro furacões e duas tempestades tropicais atingiram a costa durante a temporada, causando 348 mortes e $ 391,6 milhões em danos. O furacão Debbie também causou danos e mortes, apesar de permanecer no mar e depois de se tornar extratropical.
A ciclogênese tropical começou com o furacão Anna, que se desenvolveu em 17 de julho. Depois que Anna se dissipou em 24 de julho, não havia outros sistemas em julho ou no mês de agosto. A bacia do Atlântico permaneceu dormente até o furacão Betsy se desenvolver em 2 de setembro Durante os próximos quatro dias, dois outros ciclones tropicais se formaram - Carla e Debbie. Em 11 de setembro, as três tempestades - Betsy, Carla e Debbie - existiram simultaneamente como furacões, a maioria em um único dia desde 1893 e até 1998. Esther, que se desenvolveu em 10 de setembro, não atingiu o status de furacão até 12 de setembro Mais tarde naquele dia, uma tempestade tropical sem nome formou-se nas Bahamas e atravessou a costa leste dos Estados Unidos durante seu breve período.
Depois que Debbie se tornou extratropical em 14 de setembro, outro ciclone tropical se desenvolveu duas semanas depois, o furacão Frances. Depois disso, a ciclogênese tropical desacelerou em outubro, que apresentava apenas dois sistemas, Gerda e Hattie. Este último foi o ciclone tropical mais forte da temporada, com pico máximo de ventos sustentados de 266 km/h (165 mph) e uma pressão barométrica mínima de 914 mbar (27.0 inHg). Depois de enfraquecer ligeiramente, Hattie atingiu Belize em 31 de outubro, antes de se dissipar em 1 de novembro. Mais tarde naquele dia, o furacão Jenny se desenvolveu a nordeste de Antígua. Jenny permaneceu fraca por grande parte de sua duração e tornou-se extratropical em 8 de novembro O sistema final, a tempestade tropical Inga, se formou no Golfo do México em 4 de novembro Quatro dias depois, Inga se dissipou, uma semana antes do final oficial da temporada.
A atividade da temporada foi refletida com uma classificação de energia ciclônica acumulada (ECA) de 189, um dos maiores valores registrados. ECA é, em termos gerais, uma medida da força do furacão multiplicada pela duração de sua existência, portanto, tempestades que duram muito tempo, assim como furacões particularmente fortes, têm ECAs elevados. É calculado apenas para alertas completos sobre sistemas tropicais em ou superior a 39 mph (63 km/h), que é o limite para a intensidade da tempestade tropical.

## Sistemas

### Furacão Anna
Uma onda tropical que emergiu no Atlântico da costa oeste da África em meados de julho desenvolveu-se cerca de 925 km (575 mi) nordeste de Caiena, Guiana Francesa, no final de 17 de julho.:2 A depressão moveu-se para oeste-noroeste e no dia seguinte, intensificou-se para a tempestade tropical Anna. Depois de passar ao sul de Granada no início de 20 de julho, Anna entrou no Mar do Caribe. Condições ambientais favoráveis permitiram que Anna atingisse a intensidade do furacão no final de 20 de julho O ciclone continuou a se intensificar lentamente, alcançando a categoria 2 intensidade em 22 de julho e atingindo o pico com ventos sustentados máximos de 169 km/h (105 mph). No entanto, a tempestade enfraqueceu ligeiramente antes de atingir o continente como uma furacão categoria 1 em Honduras perto de Barra Patuca, departamento de Gracias a Dios, com ventos de 130 km/h (80 mph). Depois de ressurgir no Caribe, Anna enfraqueceu um pouco mais, atingindo Utila por volta da 01:00 UTC em 24 de julho com ventos de 121 km/h (75 mph). Cerca de nove horas depois, o furacão atingiu o continente em Belize, perto de Monkey River Town, com a mesma intensidade. Anna enfraqueceu rapidamente e se dissipou no final de 24 de julho.
Como um ciclone tropical em desenvolvimento nas ilhas de Barlavento, Anna produziu fortes ventos em Granada, embora os danos tenham se limitado a algumas plantações, árvores e postes telefônicos. Outras ilhas experimentaram rajadas de vento, mas nenhum dano. Passando ao norte da Venezuela, o furacão produziu fortes ventos sobre o país, atingindo o pico de 70 mph (110 km/h). Ventos fortes causaram danos generalizados no norte de Honduras. Em todo o país, pelo menos 36 casas foram destruídas e 228 foram danificadas. Graves danos no Departamento de Gracias a Dios deixaram centenas de desabrigados. Além disso, ventos fortes derrubaram aproximadamente 10.000 Coqueiros. No geral, Anna causou uma fatalidade e US $ 300.000 em danos, principalmente na América Central.

### Furacão Betsy
No início de setembro, uma onda tropical foi observada na Zona de Convergência Intertropical (ITCZ). Em 2 de setembro, a perturbação foi analisada para ter atingido a força de tempestade tropical, depois que relatórios de navios próximos indicaram fortes ventos associados a pressões barométricas anormalmente baixas. Movendo-se continuamente para o noroeste, as condições favoráveis permitiram que Betsy se intensificasse rapidamente mais tarde naquele dia. Pouco depois, um vale situado ao longo de 50°W conduziu Betsy para um curso mais ao norte. Outra área de baixa pressão se formou posteriormente na depressão, perturbando a crista ao norte de Betsy em grande parte de seus estágios iniciais, fazendo com que a pressão central do furacão aumentasse, apesar de um aumento nos ventos sustentados. No entanto, em 5 de setembro, uma onda curta forçou a baixa altitude para o nordeste, permitindo que Betsy se fortalecesse ainda mais.
No início de 6 de setembro, Betsy atingiu a força de furacão de Categoria 4, com pico com ventos sustentados máximos de 210 km/h (130 mph) e uma pressão central de 945 mbar (hPa; 27,91 inHg), base em voos de reconhecimento no sistema. :15–16No entanto, como resultado da perda da onda curta em si, o furacão mais tarde enfraqueceu e caiu para a categoria 3 de intensidade, enquanto localizado a cerca de 710 km (440 mi) leste-nordeste das Bermudas. Betsy enfraqueceu ainda mais na furacão categoria 2 antes de ficar quase estacionário no início de 6 de setembro. Movendo-se para latitudes mais altas, Betsy começou a enfraquecer, degenerando de volta para a categoria 1 Intensidade do furacão no final de 8 de setembro. Uma pequena depressão separada foi mais tarde capaz de mover o sistema para o nordeste no dia seguinte. Betsy intensificou-se novamente para uma furacão categoria 2 no início de 10 de setembro, mas mudou para um ciclone extratropical várias horas depois. Os remanescentes extratropicais continuaram em direção ao nordeste e enfraqueceram, antes de executar um grande loop sobre o extremo norte do Atlântico. Os remanescentes dissiparam-se bem a norte dos Açores em 16 de setembro.

### Furacão Carla
Uma depressão tropical se desenvolveu a partir de uma área de clima turbulento incorporada ao ITCZ no sudoeste do Mar do Caribe em 3 de setembro. Inicialmente uma depressão tropical, ela se fortaleceu lentamente enquanto se dirigia para o noroeste, e em 4 de setembro, o sistema foi atualizado para a tempestade tropical Carla. Cerca de 24 horas depois, Carla foi transformada em furacão. Pouco depois, a tempestade curvou-se para o norte enquanto se aproximava do Canal de Yucatán. No final de 7 de setembro, Carla entrou no Golfo do México enquanto passava a nordeste da Península de Yucatán. O ciclone atingiu grande intensidade de furacão por volta das 12:00 UTC no dia seguinte. Retomando seu curso para noroeste, Carla continuou a intensificação e em 11 de setembro, atingiu o pico como uma furacão categoria 4. Carla atingiu a costa perto de Port O'Connor, Texas, com ventos de 233 km/h (145 mph). Enfraqueceu rapidamente no interior e foi reduzido a uma tempestade tropical em 12 de setembro Dirigindo-se geralmente para o norte, Carla fez a transição para um ciclone extratropical em 13 de setembro, enquanto centrado no sul de Oklahoma. No entanto, os remanescentes continuaram geralmente em direção ao nordeste e entraram no Canadá em 14 de setembro, antes de se dissipar perto do Cabo Chidley no início de 16 de setembro.
Ao cruzar o Canal de Yucatán, as faixas externas de Carla trouxeram ventos fortes e severas inundações locais no oeste de Cuba e na Península de Yucatán. Embora inicialmente considerada uma ameaça significativa para a Flórida, a tempestade trouxe apenas ventos fracos e pequenas quantidades de precipitação, atingindo não mais que 80 mm (3.15 in). No Texas, rajadas de vento chegam a 170 mph (270 km/h) foram observados em Porto Lavaca. Além disso, vários tornados gerados no estado causaram impactos notáveis, com o tornado mais destrutivo atingindo Gavelston, Texas com intensidade F4, resultando em 200 edifícios sendo severamente danificados, dos quais 60-75 foram destruídos, oito mortes e 200 lesões. Em todo o estado, Carla destruiu 1.915 casas, 568 edifícios agrícolas e 415 outros edifícios. Além disso, 50.723 casas, 5.620 edifícios agrícolas e 10.487 outros edifícios sofreram danos. Foram 34 fatalidades e pelo menos $ 300 milhões em perdas somente no Texas. Vários tornados também pousaram na Louisiana, causando a destruição de 140 casas e 11 fazendas e outros edifícios, e grandes danos a 231 casas adicionais e 11 fazenda e outros edifícios. Danos menores a moderados também foram relatados em 748 casas e 75 fazenda e outros edifícios. Seis mortes e $ 25 milhões em perdas na Louisiana foram atribuídos a Carla. Chuvas fortes ocorreram em vários outros estados, especialmente no Kansas, onde enchentes repentinas danificaram severamente as plantações e afogaram cinco pessoas. No geral, Carla resultou em $ 325,74 milhões em perdas e 46 fatalidades. No Canadá, os remanescentes de Carla trouxeram fortes ventos para Ontário e Nova Brunswick, embora o impacto tenha sido limitado principalmente a quedas de energia e queda de árvores e galhos.

### Furacão Debbie
Um distúrbio tropical foi identificado pela primeira vez no final de agosto na África Central. A onda desenvolveu-se em uma depressão tropical na costa do Senegal por volta das 12:00 UTC em 5 de setembro. Estima-se que a tempestade se intensificou na tempestade tropical Debbie no dia seguinte. Várias horas depois, Debbie passou pelo sul das Ilhas de Cabo Verde como uma forte tempestade tropical ou furacão mínimo, resultando em um acidente de avião que matou 60 pessoas. Depois de limpar as ilhas, os dados sobre a tempestade tornaram-se esparsos e a situação de Debbie ficou incerta nos dias seguintes, pois ela seguia para oeste-noroeste e, posteriormente, para norte. Não foi até que um avião comercial interceptou a tempestade em 10 de setembro que sua localização era certa. No dia seguinte, Debbie se intensificou e atingiu seu pico de intensidade como uma categoria forte 1 furacão com ventos máximos sustentados de 140 km/h (90 mph). O furacão diminuiu gradativamente seu movimento de avanço e enfraqueceu. Em 13 de setembro, o movimento de Debbie foi influenciado pelos ventos de oeste, fazendo com que o sistema acelere de leste a nordeste. A tempestade mudou para um ciclone extratropical no final de 14 de setembro cerca de 230 km (140 mi) oeste-sudoeste da Horta, Açores.
Os remanescentes de Debbie logo passaram a leste-nordeste ao longo dos Açores e depois curvaram-se para nordeste. O sistema se aprofundou ligeiramente à medida que se aproximava das Ilhas Britânicas, contornando a costa da Irlanda Ocidental em 16 de setembro. Na Irlanda, Debbie trouxe ventos recordes para grande parte da ilha, com uma rajada de pico de 114 mph (183 km/h) medido perto da costa.  Ocorreram danos e interrupções generalizadas do vento, derrubando dezenas de milhares de árvores e linhas de energia.   Incontáveis estruturas sofreram vários graus de danos, com muitos edifícios menores destruídos. A agricultura sofreu grandes perdas nas safras de cevada, milho e trigo.  Em toda a Irlanda, Debbie matou 18 pessoas, sendo 12 na Irlanda e seis na Irlanda do Norte.  Causou US$ 40-50 milhões em danos na República e pelo menos £ 1,5 milhões (US$ 4 milhões) na Irlanda do Norte.  A tempestade também golpeado partes da Grã-Bretanha, com ventos superiores a 100 mph (160 km/h).

### Furacão Esther
Em 10 de setembro, o satélite de observação infravermelho da televisão (TIROS) III observou uma área de mau tempo bem a sudoeste das ilhas de Cabo Verde. Mais tarde naquele dia, uma depressão tropical desenvolveu-se cerca de 820 km (510 mi) oeste-sudoeste do extremo sul das Ilhas de Cabo Verde. Movendo-se para noroeste, a depressão se fortaleceu na tempestade tropical Esther em 11 de setembro, antes de atingir a intensidade do furacão no dia seguinte. No início de 13 de setembro, Esther fez uma curva para o oeste e se aprofundou em um grande furacão. A tempestade permaneceu uma furacão categoria 3 por cerca de quatro dias e mudou gradualmente na direção oeste-noroeste. Esther fortalecida em uma furacão categoria 4 em 16 de setembro e atingiu o pico como uma furacão categoria 5 no dia seguinte com ventos sustentados de 160 mph (260 km/h).
A tempestade curvou-se norte-nordeste em 19 de setembro, enquanto no mar da Carolina do Norte. Esther começou a enfraquecer ao se aproximar da Nova Inglaterra e caiu para a categoria 2 intensidade no início de 21 de setembro..A tempestade virou para o leste no dia seguinte e gradualmente enfraqueceu para uma tempestade tropical. Em seguida, executou um grande ciclo ciclônico, até fazer uma curva para o norte em 25 de setembro. No dia seguinte, Esther fez dois landfalls em Massachusetts, primeiro na Ilha Muskeget e depois perto de South Yarmouth com ventos de 97 km/h (60 mph). A tempestade então emergiu sobre o Golfo do Maine e atingiu Brunswick, Maine, por volta das 11:00 UTC em 26 de setembro com ventos de 64 km/h (40 mph). Esther enfraqueceu para uma depressão tropical no final de 26 de setembro antes de enfraquecer para uma depressão tropical e se tornar extratropical no sudeste de Quebec. Os remanescentes persistiram por cerca de 12 horas, antes de se dissipar no início de 27 de setembro. Entre a Carolina do Norte e Nova Jersey, os efeitos foram limitados principalmente a ventos fortes e pequena erosão da praia e inundações costeiras devido à tempestade. Em Nova York, ventos fortes levaram a graves perdas de safra e mais de 300.000 quedas de energia. As marés altas causaram inundações costeiras e danificaram vários barcos de recreio. Impacto semelhante foi relatado em Massachusetts. Além disso, algumas áreas observadas com mais de 200 mm (8 in) de chuva, inundações porões, estradas baixas e passagens subterrâneas. No geral, o dano foi mínimo, totalizando cerca de US$ 6 milhão. Também houve sete mortes relatadas quando uma aeronave P5M da Marinha dos Estados Unidos caiu a cerca de 190 km (120 mi) ao norte das Bermudas.

### Tempestade tropical Seis
Imagens de TIROS III indicaram um vórtice a leste das Bahamas entre 9 de setembro e 12 de setembro. Uma depressão tropical formou-se às 12:00 UTC em 12 de setembro perto de Great Harbor Cay nas Bahamas, depois que TIROS revelou uma circulação de superfície. A depressão seguiu para o norte e se intensificou em uma tempestade tropical enquanto estava localizada na costa da Carolina do Norte. Por volta das 12:00 UTC 14 de setembro, atingiu o estado perto de Topsail Beach, Carolina do Norte, com ventos de 72 km/h (45 mph). A tempestade se curvou para nordeste e se intensificou, apesar de permanecer principalmente sobre a terra, atingindo perto da ponta sul da Península de Delmarva cerca de nove horas depois com ventos de 80 km/h (50 mph). Depois de reemergir no Atlântico no final de 14 de setembro, o ciclone atingiu a costa perto de Islip, em Nova York, com ventos de pico de 105 km/h (65 mph) por volta das 06:00 UTC em 15 de setembro, seguido por outro landfall perto de Guilford, Connecticut, cerca de uma hora depois com a mesma intensidade. O ciclone se tornou extratropical no sul do Maine por volta das 12:00 UTC e rapidamente se dissipou.
O impacto da tempestade foi geralmente mínimo. Em Savannah, Geórgia, a tempestade produziu um tornado F2 que explodiu o telhado de um prédio de uma madeireira. Na Carolina do Norte, 79 mm (3.12 in) de precipitação caiu em Williamston.  Ventos fortes açoitaram Rhode Island, com ventos de até 70 mph (110 km/h) em Point Judith. Cerca de 29.000 casas ficaram sem eletricidade, enquanto 1.200 serviço telefônico perdido. Centenas de pequenas embarcações e algumas balsas e barcaças foram inundadas ou afundaram. Rajadas de vento com força de furacão em Massachusetts derrubaram árvores, fios elétricos e antenas de TV. Algumas estradas na parte sudeste do estado foram bloqueadas por árvores caídas. Impacto semelhante foi relatado no Maine, onde um tornado / tromba d'água F2 rastreou 30.7 km (19.1 mi) de Beals através de Roque Bluffs antes de se dissipar em Dog Town, a leste de East Machias. As linhas de energia foram consideravelmente danificadas e várias árvores foram derrubadas, incluindo dois incidentes em que árvores caíram e casas danificadas. O tornado causou um ferimento quando um homem foi atingido por uma prancha de madeira voadora.

### Furacão Frances
Uma onda tropical que se move para o oeste se organizou na Tempestade Tropical Frances em 30 de setembro, a leste do norte das Pequenas Antilhas. Seis horas depois, a depressão se intensificou na tempestade tropical Frances. Seguindo para o oeste, ele cruzou as ilhas de Sotavento e entrou no Mar do Caribe em 1 de outubro. Depois disso, a falta de divergência em níveis elevados impediu um fortalecimento significativo por alguns dias. Enquanto estiver situado ao sul de Porto Rico em 2 de outubro, Frances curvou-se para noroeste. A tempestade trouxe fortes chuvas para Porto Rico, com pico de 258 mm (10.15 in) no bairro Indiera Baja de Maricao.  Ocorreram danos consideráveis às estradas e pontes. No entanto, devido à rápida evacuação de residentes pela Defesa Civil e pela Cruz Vermelha americana, nenhuma morte foi relatada.
Seguindo para o noroeste, Frances atingiu a costa perto de Punta Cana, na República Dominicana, no início de 3 de outubro com ventos de 97 km/h (60 mph). Nenhum impacto foi relatado na ilha. Mais tarde em 3 de outubro, Frances emergiu no Oceano Atlântico, a sudeste das Ilhas Turks e Caicos. A partir daí, a tempestade acelerou um pouco e voltou a se intensificar, atingindo o status de furacão em 4 de outubro. Por volta dessa época, ele curvou-se para o nordeste e se aprofundou ainda mais. No início de 7 de outubro, Frances atingiu seu pico de intensidade com ventos de 210 km/h (130 mph) e uma pressão barométrica mínima de 948 mbar (28.0 inHg). A tempestade passou pelas Bermudas por volta dessa época, onde caiu 34 mm (1.35 in) de precipitação.  Mais tarde em 7 de outubro, Frances fez uma nova curva para o norte. No início do dia seguinte, a tempestade tornou-se extratropical ao se aproximar do Golfo do Maine. Os remanescentes se curvaram na direção leste-nordeste e atingiram a Nova Escócia, antes de se dissiparem no início de 10 de outubro.

### Tempestade tropical Gerda
Uma onda tropical em direção ao oeste atingiu o Caribe central em meados de outubro. A onda cruzou a Jamaica, causando inundações que danificaram estradas e forçaram muitos a evacuar suas casas no oeste de Kingston. Cinco mortes foram relatadas na Jamaica. No início de 17 de outubro, a onda desenvolveu-se em uma depressão tropical a sudoeste de Cabo Cruz, Cuba. Continuou para o norte e fez outro landfall perto de Santa Cruz del Sur várias horas depois. A depressão também trouxe fortes chuvas para o leste de Cuba, que resultou em sete mortes. Depois de atingir Cuba, a depressão emergiu no Atlântico no início de 18 de outubro quando se intensificou na tempestade tropical Gerda.
Movendo-se pelas Bahamas no final de 18 de outubro, Gerda acelerou para o norte-nordeste. A tempestade curvou-se para nordeste em 20 de outubro, enquanto atinge o pico com ventos de 70 mph (110 km/h). No entanto, uma Texas Tower offshore de Massachusetts observou ventos com força de furacão. Às 00:00 UTC em 20 de outubro, Gerda fez a transição para um ciclone extratropical enquanto estava situada a cerca de 266 km (165 mi) sudeste de Nantucket, Massachusetts. danos da tempestade na Nova Inglaterra foram "quase iguais aos de um inverno típico do nordeste". Os remanescentes de Gerda moveram-se para nordeste e depois para leste, antes de se dissiparem entre a Terra Nova e os Açores no final de 22 de outubro.

### Furacão Hattie
No final de outubro, uma área de baixa pressão persistiu no Mar do Caribe ocidental por vários dias. Por volta das 00:00 UTC em 26 de outubro, uma depressão tropical desenvolveu cerca de 160 km (100 mi) nordeste de Colón, Panamá. Aproximadamente 12 horas depois, a depressão intensificou-se na tempestade tropical Hattie. Movendo-se em direção ao norte e norte-nordeste, a tempestade rapidamente ganhou o status de furacão no início de 28 de outubro e atingiu grande intensidade de furacão naquele mesmo dia. Hattie virou para o oeste a leste da Jamaica e se tornou um furacão de categoria 5 com ventos máximos sustentados de 266 km/h (165 mph) em 31 de outubro. A tempestade então enfraqueceu para um furacão de categoria 4 antes do landfall ao sul da cidade de Belize, Honduras Britânica, com ventos de 240 km/h (150 mph). Continuando a sudoeste, a tempestade enfraqueceu rapidamente no terreno montanhoso da América Central, dissipando-se em 1 de novembro. Pensou-se originalmente que os remanescentes podem ter contribuído para o desenvolvimento da tempestade tropical Simone no oceano Pacífico oriental, mas uma reanálise de 2019 concluiu que os remanescentes de Hattie se tornaram um giro centro-americano.
Hattie afetou primeiro as regiões do sudoeste do Caribe, produzindo ventos com a força de um furacão e causando uma morte na Ilha de San Andrés. A previsão inicial era de continuar para o norte e atacar Cuba, o que gerou evacuações. Pequenos efeitos foram relatados quando Hattie se voltou para o oeste, embora as chuvas tenham atingido 290 mm (11.5 in) em Grand Cayman. O pior dano foi no país de Belize. A antiga capital, Belize City, foi inundada por uma forte tempestade e ondas altas e afetada por fortes ventos. O governador do território estimou que 70% dos prédios da cidade foram danificados, sobrando mais de 10.000 pessoas desabrigadas. Os danos foram graves o suficiente para levar o governo a se mudar para uma nova cidade, Belmopan. No território, Hattie deixou cerca de US$ 60 milhões em danos e causou 307 mortes. O governo estimou que Hattie foi mais prejudicial do que um furacão em 1931 que matou 2.000 pessoas; o pedágio mais baixo para Hattie foi devido ao aviso prévio. Em outras partes da América Central, o furacão matou 11 pessoas na Guatemala e uma em Honduras.

### Furacão Jenny
Uma depressão superficial de baixa pressão se desenvolveu no leste do Mar do Caribe em 30 de outubro. O vale se dividiu, com a porção norte gerando uma depressão tropical perto de Antigua às 00:00 UTC em 2 de novembro. O precursor de Jenny trouxe chuvas leves para Porto Rico, com pico de 126 mm (4.97 in) em Río Blanco, Naguabo. Movendo-se para nordeste à frente de uma depressão de nível superior, a depressão permaneceu fraca por mais de três dias. Em 3 de novembro, o sistema se curvou para o leste, antes de virar brevemente para sudeste em 4 de novembro A depressão seguiu em um caminho circular durante os próximos 24 horas, movendo-se para nordeste, norte-noroeste e, em seguida, oeste-norte. Finalmente, o sistema se fortaleceu com a tempestade tropical Jenny no início de 5 de novembro.
Jenny se intensificou ainda mais e atingiu o status de furacão às 12:00 UTC em 6 de novembro Mais tarde naquele dia, o Departamento de Meteorologia dos Estados Unidos deu início a avisos e descreveu Jenny como tendo "características de muitas tempestades na região subtropical no final da temporada de furacões". Por volta das 18:00 UTC em 6 de novembro, Jenny atingiu seu pico de intensidade com ventos sustentados máximos de 80 mph (130 km/h) e uma pressão barométrica mínima de 974 mbar (28.8 inHg). Depois disso, a tempestade desacelerou brevemente e enfraqueceu, caindo para intensidade de tempestade tropical por volta do meio-dia de 7 de novembro Jenny fez uma curva para o nordeste e continuou a enfraquecer, fazendo a transição para um ciclone extratropical no final de 10 de novembro cerca de 877 km (545 mi) leste de Cape Race, Newfoundland. Os remanescentes extratropicais continuaram a mover-se para o nordeste e enfraqueceram antes de serem absorvidos por um ciclone extratropical maior no dia seguinte.:97

### Tempestade tropical Inga
No início de 4 de novembro, o SS Navigator encontrou um sistema climático no Golfo do México que produziu ventos de noroeste de 81 to 92 mph (130 to 148 km/h). Dados de aeronaves de reconhecimento indicaram que a tempestade tropical Inga se desenvolveu às 00:00 UTC em 4 de novembro, enquanto localizado a cerca de 233 km (145 mi) nordeste de Veracruz. Um forte sistema de alta pressão e uma frente fria entrando no Golfo do México pelo Texas fizeram com que a tempestade se movesse para o sul e depois para o sudeste. Inga lentamente se fortaleceu e atingiu o pico aos 70 mph (110 km/h) tempestade tropical no início de 7 de novembro Depois disso, a tempestade ficou quase estacionária e começou a enfraquecer. Por volta das 12:00 UTC em 8 de novembro, Inga dissipou-se na Baía de Campeche, porque as aeronaves de reconhecimento não encontraram circulação fechada.

### Tempestade tropical Doze
Uma frente estacionária no Oceano Atlântico central levou ao desenvolvimento de uma área de baixa pressão em 16 de novembro, a nordeste das Pequenas Antilhas. Um dia depois, estima-se que tenha ocorrido uma depressão tropical, embora devido ao grande tamanho do sistema, fosse possível que fosse um ciclone subtropical. A depressão moveu-se para o nordeste e lentamente se intensificou, com base em observações de navios próximos. Em 19 de novembro, a depressão tornou-se uma tempestade tropical. A tempestade se intensificou para atingir o pico de ventos de 97 km/h (60 mph) em 20 de novembro Naquela época, uma frente fria estava se aproximando da tempestade, fazendo com que a tempestade se transformasse em um ciclone extratropical em 21 de novembro; mais tarde naquele dia, a frente absorveu a antiga tempestade tropical.

### Outras tempestades
Um relatório do México indica que uma depressão tropical se formou na costa oeste de Tabasco e Coatzacoalcos. A depressão impactou significativamente as porções do norte de Veracruz com fortes chuvas em 30 de junho. No entanto, a melhor trilha do furacão no Atlântico não relaciona esse sistema como uma depressão tropical.

## Nomes de tempestade
Os nomes a seguir foram usados para tempestades nomeadas (tempestades tropicais e furacões) que se formaram no Atlântico Norte em 1961. As tempestades foram chamadas de Frances, Hattie, Inga e Jenny pela primeira vez em 1961. Os nomes Carla e Hattie foram posteriormente aposentados. Os nomes que não foram atribuídos são marcados em cinzento.
| - Anna - Betsy - Carla - Debbie - Esther - Frances - Gerda | - Hattie - Inga - Jenny - Kara (sem usar) - Laurie (sem usar) - Martha (sem usar) - Netty (sem usar) | - Orva (sem usar) - Peggy (sem usar) - Rhoda (sem usar) - Sadie (sem usar) - Tanya (sem usar) - Virgy (sem usar) - Wenda (sem usar) |

## Efeitos sazonais
A tabela a seguir lista todas as tempestades que se formaram na temporada de furacões no oceano Atlântico de 1961. Inclui sua duração, nomes, ocorrência (s) (entre parênteses), danos e totais de mortes. As mortes entre parênteses são adicionais e indiretas (um exemplo de morte indireta seria um acidente de trânsito), mas ainda estavam relacionadas a essa tempestade. Danos e mortes incluem totais enquanto a tempestade era extratropical, uma onda ou uma baixa, e todos os números de danos são em 1961 USD.

| Escala de Furacões de Saffir-Simpson |    |    |   |   |   |   |   |
| DT                                   | TS | TT | 1 | 2 | 3 | 4 | 5 |

| Anna                  | 20 de julho – 24           | Furacão categoria 2 | 165 (105) | 976 | Ilhas de Barlavento, Colômbia, Venezuela, América Central, Jamaica                                        | $300,000        | 1       |  |
| Betsy                 | 2 de setembro – 11         | Furacão categoria 4 | 215 (130) | 945 | Nenhum | Nenhum          | Nenhum  |  |
| Carla                 | 3 de setembro – 13         | Furacão categoria 4 | 230 (145) | 927 | América Central, Península de Iucatã, Centro dos Estados Unidos, Leste do Canadá                          | $325.74 milhões | 43      |  |
| Debbie                | 6 de setembro – 16         | Furacão categoria 1 | 150 (90)  | 975 | Cabo Verde, Açores, República da Irlanda, Reino Unido, Noruega, União Soviética                           | Desconhecido    | 60      |  |
| Esther                | 10 de setembro – 26        | Furacão categoria 5 | 260 (160) | 919 | Carolina do Norte, Virgínia, Nova Inglaterra, Estados do Médio Atlântico, Províncias atlânticas do Canadá | $6 milhões      | 0 (7)   |  |
| Seis                  | 12 de setembro – 15        | Tempestade tropical | 100 (65)  | 996 | Bahamas, Costa Leste dos Estados Unidos, Províncias atlânticas do Canadá                                  | Menor           | Nenhum  |  |
| Frances               | 30 de setembro – outubro 9 | Furacão categoria 4 | 215 (130) | 948 | Pequenas Antilhas, Porto Rico, República Dominicana, Bermudas, Maine, Províncias atlânticas do Canadá     | Desconhecido    | Nenhum  |  |
| Gerda                 | 16 de outubro – 20         | Tempestade tropical | 110 (70)  | 988 | Jamaica, Cuba, Bahamas, Nova Inglaterra, Províncias atlânticas do Canadá                                  | Desconhecido    | 7       |  |
| Hattie                | 27 de outubro – novembro 1 | Furacão categoria 5 | 270 (165) | 914 | América Central (Belize)                                                                                  | $60.3 milhões   | 319     |  |
| Jenny                 | 1 de novembro – 10         | Furacão categoria 1 | 130 (80)  | 974 | Porto Rico, Ilhas de Sotavento                                                                            | Nenhum          | Nenhum  |  |
| Inga                  | 4 de novembro – 8          | Tempestade tropical | 110 (70)  | 997 | México | Nenhum          | Nenhum  |  |
| Doze                  | 17 de novembro – 20        | Tempestade tropical | 95 (60)   | 992 | Nenhum | Nenhum          | Nenhum  |  |
| Agregado da temporada |                            |                     |           |     | |                 |         |  |
| 12 sistemas           | 20 de julho – novembro 20  |                     | 270 (165) | 914 | | $392,34 milhões | 448 (7) |  |